# Podjaski

Herb Podjaski

Podjaski (Malek, Małek) – polski herb szlachecki, używany przez rodzinę osiadłą na Kaszubach, występujący w wielu wariantach. Według Przemysława Pragerta, przynajmniej część z nich to także warianty herbu Chośnicki.

## Opis herbu
Herb występował w kilku wariantach, które przytacza Przemysław Pragert. Opisy z wykorzystaniem zasad blazonowania, zaproponowanych przez Alfreda Znamierowskiego:
Podjaski I (Malek, Małek): W polu błękitnym trzy strzały srebrne w gwiazdę, pod którymi trzy listki koniczynowe. Nad hełmem w koronie – trzy strzały w gwiazdę. Labry błękitne podbite srebrem.
Podjaski Ia (Chośnicki I, Strzały, Małek odmienny, Malek), Podjaski Ib (Chośnicki Ia, Małek odmienny, Malek), Podjaski IIa (Malek odmienny, Malek, Chośnicki IIb), Podjaski IIb (Malek odmienny, Malek vel Malecki, Chośnicki II), Podjaski IIc (Malek odmienny, Małek, Chośnicki IIc) omówione w: 
Podjaski Ic (Gęsk-Podjaski, Małek odmienny, Malek): W polu błękitnym trzy strzały srebrne w pas, pod każdą po listku koniczynowym. W klejnocie trzy strzały srebrne w wachlarz. Labry błękitne, podbite srebrem.
Podjaski II (Malek odmienny, Malek, Chośnicki IIa): W polu błękitnym trzy strzały srebrne w pas, pod każdą po liściu koniczyny. W klejnocie trzy strzały srebrne w wachlarz. Labry błękitne, podbite srebrem.

## Najwcześniejsze wzmianki
Herb odnotowany przez polskie i niemieckie herbarze. Wariant podstawowy wymieniają Kasper Niesiecki, Seweryn Uruski, Juliusz Karol Ostrowski i Piotr Nałęcz-Małachowski. Wariant Ic pochodzi z Nowego Siebmachera, gdzie wymieniany jest jako herb Gęsk-Podjaskich. Wariant II wymienia Ostrowski i Nowy Siebmacher. Ten drugi przypisuje go Podjaskim bez przydomka. Pozostałe warianty omówione w: 

## Rodzina Podjaskich
Drobnoszlachecka rodzina z Podjazów w dawnym powiecie mirachowskim. W roku 1570 odnotowano wielu właścicieli działów w Podjazach, o różnych nazwiskach, z których tylko część stała się następnie przydomkami nazwiska odmiejscowego Podjaski: Gęsk, Girsz, Kostka, Mach, Małek. W czasach późniejszych odnotowano jeszcze inne przydomki. Oprócz Podjazów, rodzina posiadała jeszcze działy we wsi Borek. W 1786 Franciszek Podjaski otrzymał w dzierżawę Odargowo, zaś od XIX Podjaskich notuje się także w ziemi lęborsko-bytowskiej (Czarna Dąbrowa, Lisewo). 
Polscy heraldycy, począwszy od Niesieckiego wywodzą ten ród ze wspólnego pnia z Chośnickimi i przypisują im jeden herb (choć np. Juliusz Karol Ostrowski, a za nim Tadeusz Gajl odróżnili herby tych dwóch rodzin).

## Herbowni
Podjaski (Podiaski, Podjazki). Według Pragerta także Chośnicki z wariantami i przydomkami. Także rodzina Podjaskich używała licznych przydomków: Gęsk, Girsz, Kostka, Mach, Małek (5 najstarszych), Bach, Białk, Blik, Domaros, Górny, Henig, Rybka. Udało się przyporządkować części tych gałęzi konkretne warianty herbu. Zgodnie z tym, Podjaski Ic przynależał Gęsk-Podjaskim, zaś Podjaski II Podjaskim bez żadnego przydomka. Kostka-Podjascy mają czasami przypisywany herb Dąbrowa. Machowie-Podjascy używać mieli herbu będącego połączeniem herbu Mach i Podjaski, Mach IIb. Ponadto, Podjaskim mylnie przypisano herb zwany Podjaski III, który w rzeczywistości przynależał do rodziny z Mazowsza. Pomyłka wynika według Pragerta z faktu, że owa mazowiecka rodzina nosiła nazwisko Gosk (Goski), podobne do przydomka Gęsk Podjaskich.